# Heron Island (Queensland)
Heron Island ist eine etwa 17 Hektar große Insel im südlichen Abschnitt des Great Barrier Reef, 80 Kilometer nordöstlich von Gladstone (Queensland), Australien, und Teil der Gladstone Region. Die Insel befindet sich auf dem westlichen Teil des Heron-Riffs und verfügt über eine bemerkenswerte Artenvielfalt, die durch den Nationalpark Capricornia Cays geschützt wird.

## Geschichte
Die Insel wurde erstmals 1770 von James Cook und 1802 Matthew Flinders gesichtet. Beide vermieden es jedoch, wahrscheinlich wegen der Untiefen des Great Barrier Reef, auf Heron Island an Land zu gehen. Schließlich wurde das Eiland 1843 durch Charles Bampfield Yule im Rahmen einer Entdeckungsreise für Großbritannien in Besitz genommen und erhielt ihren Namen von Francis Blackwood, Offizier der Mannschaft, die mit einem Kutter anlandete.
Die Insel blieb  bis weit ins 20. Jahrhundert unbewohnt und wurde nur gelegentlich für die saisonale Jagd auf Suppenschildkröten aufgesucht. 1936  kaufte Kapitän Christian Poulsen, der schon seit einigen Jahren im Gebiet der Insel Ausflüge zum Fischen organisierte, Heron Island für 290 £. 1943 wurden jedoch große Teile von Heron Island vom australischen Staat aufgekauft und zum Nationalpark erklärt.

## Heutige Nutzung

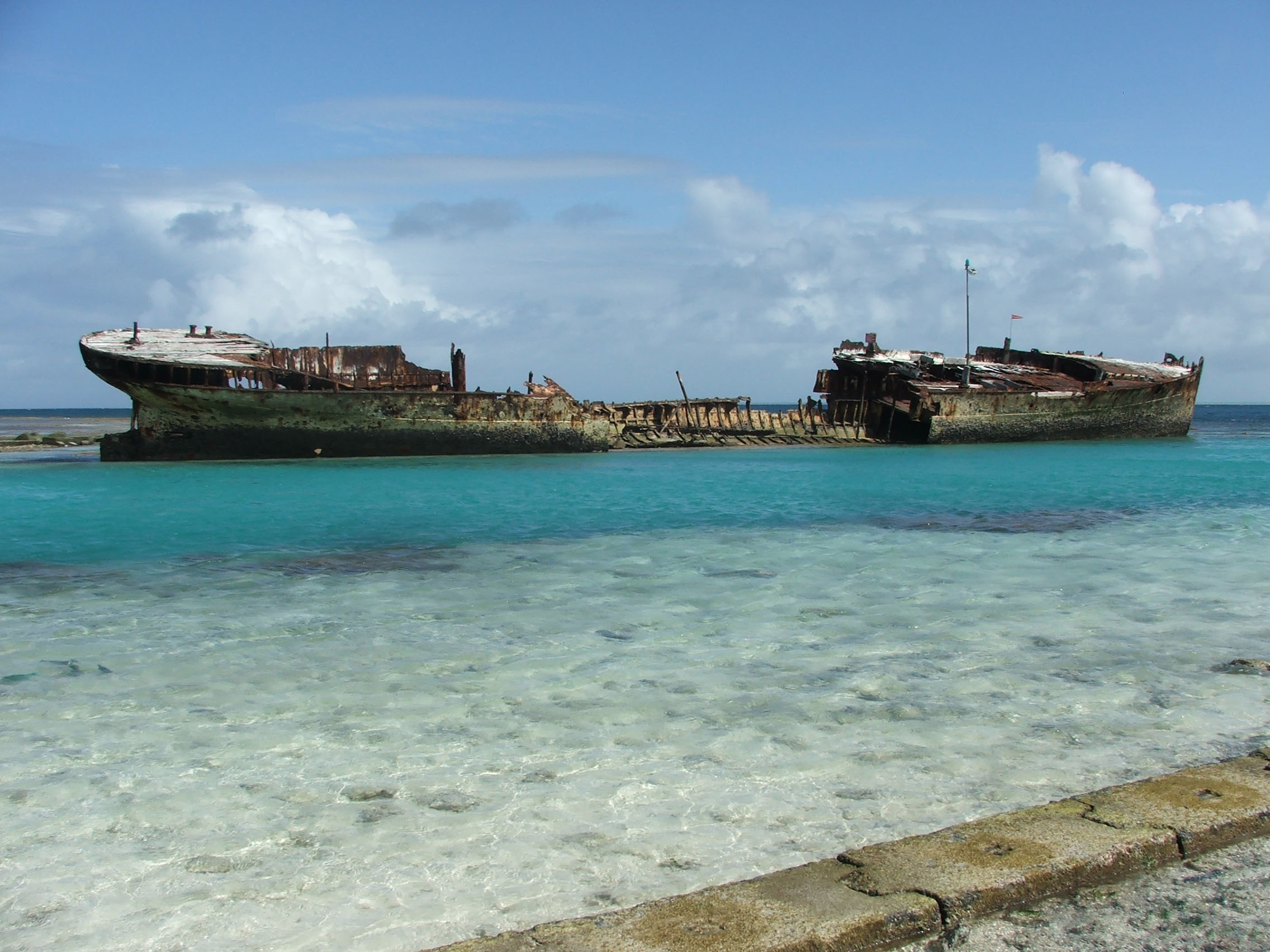
HMAS Protector im Hafen

Auf der Insel beitreibt das Touristikunternehmen Delaware North aus den Vereinigten Staaten ein Ferienresort. Tauchen und Schnorcheln  sind bei den vor allem ausländischen Touristen beliebt. Die 1943 im Hafen der Insel gesunkene HMAS Protector stellt ein beliebtes Tauchziel dar.
Auf Heron gibt es des zudem eine Forschungsstation, die seit der Mitte des 20. Jahrhunderts insbesondere die Ökologie von Korallenriffen erforscht.
Da es auf der Insel kein frisches Wasser gibt, wurde eine kleine Entsalzungsanlage errichtet, die mit Hilfe eines umweltfreundlichen, osmotischen Verfahrens Süßwasser gewinnt. Strom wird mithilfe von zwei Dieselgeneratoren und Solarmodulen erzeugt.

## Flora und Fauna
Die Natur der Insel ist durch eine große Artenvielfalt geprägt und typisch für das Great Barrier Reef. Eine mannigfaltige Pflanzenwelt bestimmt insbesondere das Bild des im Osten der Insel gelegenen Nationalparks. Neben typischen einheimischen Arten finden sich hier Papaya, Oleander, Rote Frangipani, Bougainvillea und Kokospalmen.
Einheimische Tierarten sind unter anderem Silberkopfmöwen, Riffreiher, Gallirallus, Kupfernackentauben, Götzenliest, Schwarzgesicht-Raupenfänger, Brillenvögel und Pazifische Ratten. Des Weiteren sind in den Korallenbänken um Heron Suppenschildkröten, Echte Karettschildkröten bzw. Unechte Karettschildkröten  und im offenen Meer vor der Insel Wale (meist im Oktober auf ihren Streifzügen in die Antarktis) anzutreffen.

## Voyager
Ein Foto der Insel befindet sich im Speicher der Voyager Golden Record der Raumsonden Voyager 1 und Voyager 2. Heron Island wurde als ein herausragendes Beispiel für die große Artenvielfalt der Erde mit in die Auswahl der Fotos von Orten der Erde aufgenommen.